# Celidodacus madagascariensis
Celidodacus madagascariensis är en tvåvingeart som beskrevs av Erich Martin Hering 1956. Celidodacus madagascariensis ingår i släktet Celidodacus och familjen borrflugor.
Artens utbredningsområde är Madagaskar. Inga underarter finns listade.